# Estação Quinta das Conchas
Quinta das Conchas é uma estação do Metropolitano de Lisboa. Situa-se no concelho de Lisboa, em Portugal, entre as estações Lumiar e Campo Grande da Linha Amarela. Foi inaugurada a 27 de março de 2004 em conjunto com as estações Odivelas, Senhor Roubado, Ameixoeira e Lumiar no âmbito da expansão desta linha a Odivelas.
O nome exato da futura estação foi, nos projetos apresentados a público, fixado só tardiamente; material publicado pelo Metropolitano de Lisboa ilustrando expansões projetadas (onde o nome de outras futuras estações não varia) refere, nomeadamente, Quinta do Lambert e, posteriormente, Quinta das Mouras.

## Descrição
Esta estação está localizada entre a Rua Luís Pastor de Macedo, a Rua Tóbis Portuguesa e a Av. Maria Helena Vieira da Silva, possibilitando o acesso ao Hospital Pulido Valente. O projeto arquitetónico é da autoria dos arquitetos Bartolomeu Costa Cabral, Mário Crespo, João Gomes e Anabela João, e as intervenções plásticas dos artistas plásticos Joana Rosa e Manuel Baptista. À semelhança das mais recentes estações do Metropolitano de Lisboa, está equipada para poder servir passageiros com deficiências motoras, contando com vários elevadores e escadas rolantes que facilitam o acesso às plataformas.

## Acessos
Esta estação conta com três acessos pedonais e um elevador entre o átrio e a superfície:
- Acesso 1 - está localizado no passeio nascente da Rua Luís Pastor de Macedo, próximo do entroncamento com a Rua da Tobis Portuguesa. Está direcionado para norte e conta com escadas pedonais.
- Acesso 2 - está localizado no passeio nascente da Rua Luís Pastor de Macedo, junto ao antigo Estúdio 1 da Tobis. Está direcionado para poente e conta com escadas pedonais.
- Acesso 3 - está localizado na pequena praça pedonal entre a Rua Luís Pastor de Macedo e a Rua da Tobis Portuguesa. Está direcionado para sul e conta com escadas pedonais.
- Elevador - está localizado no passeio nascente da Rua Luís Pastor de Macedo, junto ao antigo Estúdio 1 da Tobis, direcionado para poente.